# Соломоник, Инна Наумовна
Инна Наумовна Соломоник (7 августа 1932, Малаховка Московской области — 14 июля 2009, Москва) — советский и российский учёный, специалист по восточному и европейскому театру кукол.

## Краткая биография

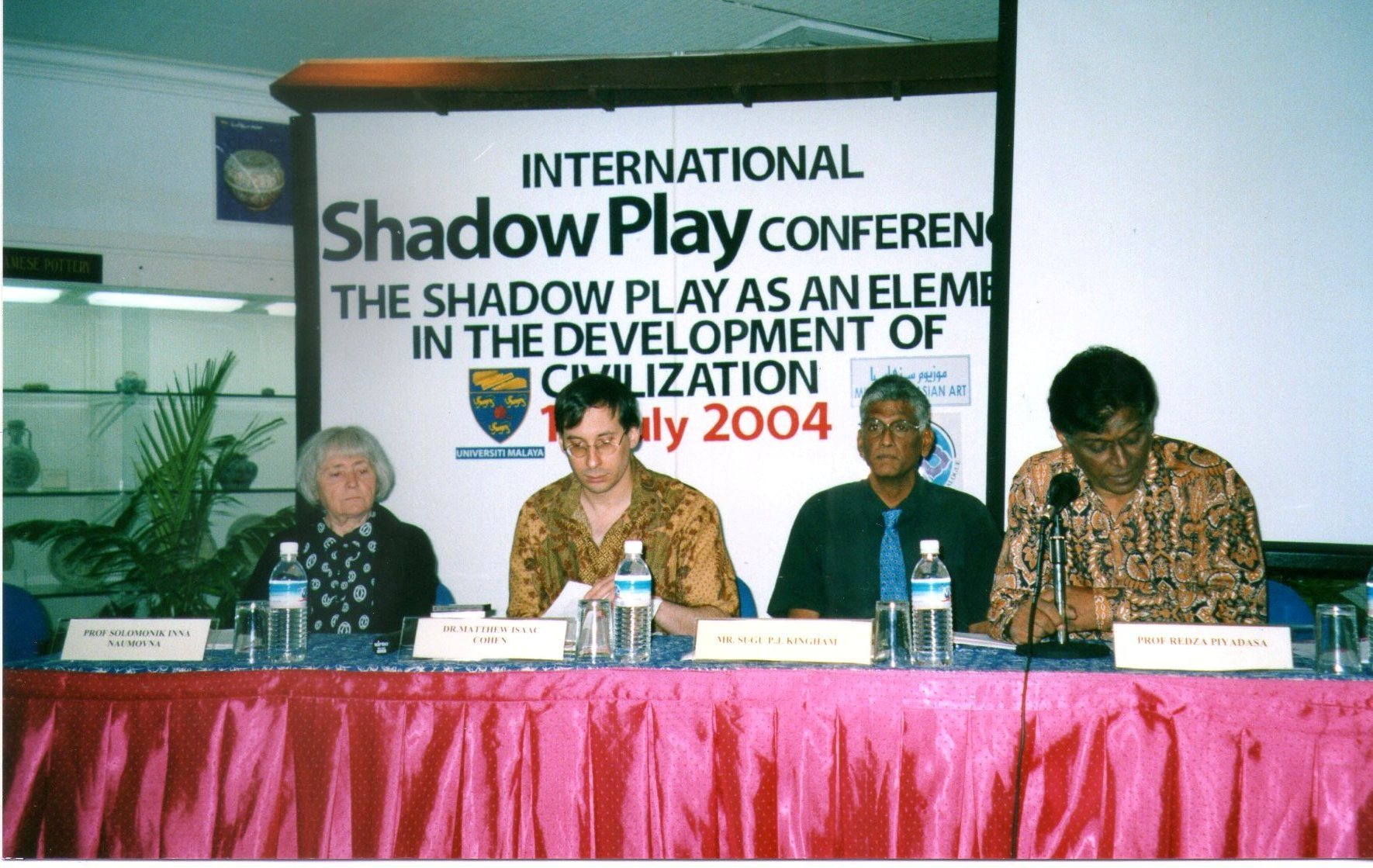
И. Н. Соломоник на международной конференции «Теневой театр как элемент развития цивилизации» в Университете Малайя (Куала-Лумпур, июль 2004)

В 1973 г. окончила французское отделение Московского государственного педагогического института иностранных языков. Трудовую деятельность начала в 1956 году сотрудником библиотеки ВТО. В 1959—1960 гг. работала научным сотрудником музея Государственного академического театра им. Евгения Вахтангова, с 1961 до −1991 гг. научным сотрудником и старшим научным сотрудником музея Государственного Центрального театра кукол под руководством С. В. Образцова.

## Научная деятельность
Занималась изучением истории традиционного театра кукол народов Европы и Америки, с середины 1970-х годов — народов Востока, в том числе Индонезии, Малайзии, Китая, Вьетнама, Индии. В 1981 году защитила в ИВ АН СССР кандидатскую диссертацию на тему «Поэтика выразительных средств ваянг пурво: художественный язык яванского лакона» (научный руководитель В. И. Брагинский). Результаты исследований опубликованы в четырёх монографиях и более чем 50 статьях в журналах и коллективных сборниках.
Была членом Общества Нусантара и Русского географического общества. Выступала с докладами в России и за рубежом.

### Основные публикации
- Проблема анализа народного театра кукол // СЭ. 1978. № 3. С. 28-45;
- Язык силуэта яванских ваянгов // СЭ. 1979. № 3. С. 123—136;
- Wayang Purwa Puppets: the language of the silhouette // Bijdragen tot de Taal-, Land- en Volkenkunde. 136, N 4, Leiden 1980, p. 482—497.
- Традиционный театр кукол Востока. Основные виды театра плоских изображений. М., 1983. 184 с.[4];
- Катхпутли: народные марионетки Раджастхана (к проблеме ирано-индийских этнокультурных связей) // СЭ. 1987. № 4. С. 128—142;
- Элементы кукольного театра в ритуалах североамериканских индейцев // Зрелищно-игровые формы народной культуры. Л., 1990. С. 6-20;
- Представления кукол на воде в средневековом Китае и современном Вьетнаме // СЭ. 1991. № 1. С. 120—132;
- Традиционный театр кукол Востока. Основные виды театра объемных форм. М., 1991. 312 с.;
- The Oriental Roots of Soviet Rod Puppets // Contemporary Theatre Review, N 1, 1992, p. 37-40.
- Куклы выходят на сцену. М., 1993. 160 с.;
- Традиционная культура в условиях большого города // Города-гиганты Нусантары. М., 1995, с.129-132.
- Малайзия. Представление кожаных кукол // Азия и Африка сегодня, 1996, № 1, с. 66-68.
- Куклы ваянг голек: особенности формы и некоторые рекомендации для их атрибуции // Культура народов Океании и Юго-Восточной Азии. СПб., 1995, c. 108—128 (Сборник МАЭ. Т. 46);
- Крамат: о группе кукол малайского представления «ваянг кулит» и связанные с ним верования малайцев // Этнографическое обозрение, № 4, 1998, с. 94-100.
- Провокация воображения: проблема движения и его решения в представлениях «ваянг сиам» // Малайско-индонезийские исследования, вып. 11. М., 1998, с. 20-35.
- Ваянг бебер: театр или магический обряд? Старинное представление картин на острове Ява. М., 2001. 78 с.
- Международная конференция «Теневой театр как элемент развития цивилизации» (1-2 июля 2004 г.,Куала Лумпур, Малайзия). —
- The Invisible Through the Visible. The Analyses of Traditional Shadow and Puppet Performance // Dimentions of Shadow Play in Malay Civilisation. Kuala Lyumpur: UM Centre for Civilisational Dialogue, 2006, hlm. 87-98.